# کلاته سادات (ششتمد)
کلاته سادات، روستایی از توابع بخش مرکزی شهرستان ششتمد در استان خراسان رضوی ایران است.

## جمعیت
این روستا در دهستان بیهق قرار دارد و براساس سرشماری مرکز آمار ایران در سال ۱۳۸۵، جمعیت آن ۲۷۲ نفر (۸۱خانوار) بوده‌است.